# Bukovina u Čisté
Bukovina u Čisté – gmina w Czechach, w powiecie Semily, w kraju libereckim. Według danych z dnia 1 stycznia 2013 liczyła 192 mieszkańców.